# بيتسبورغ ستيلرز

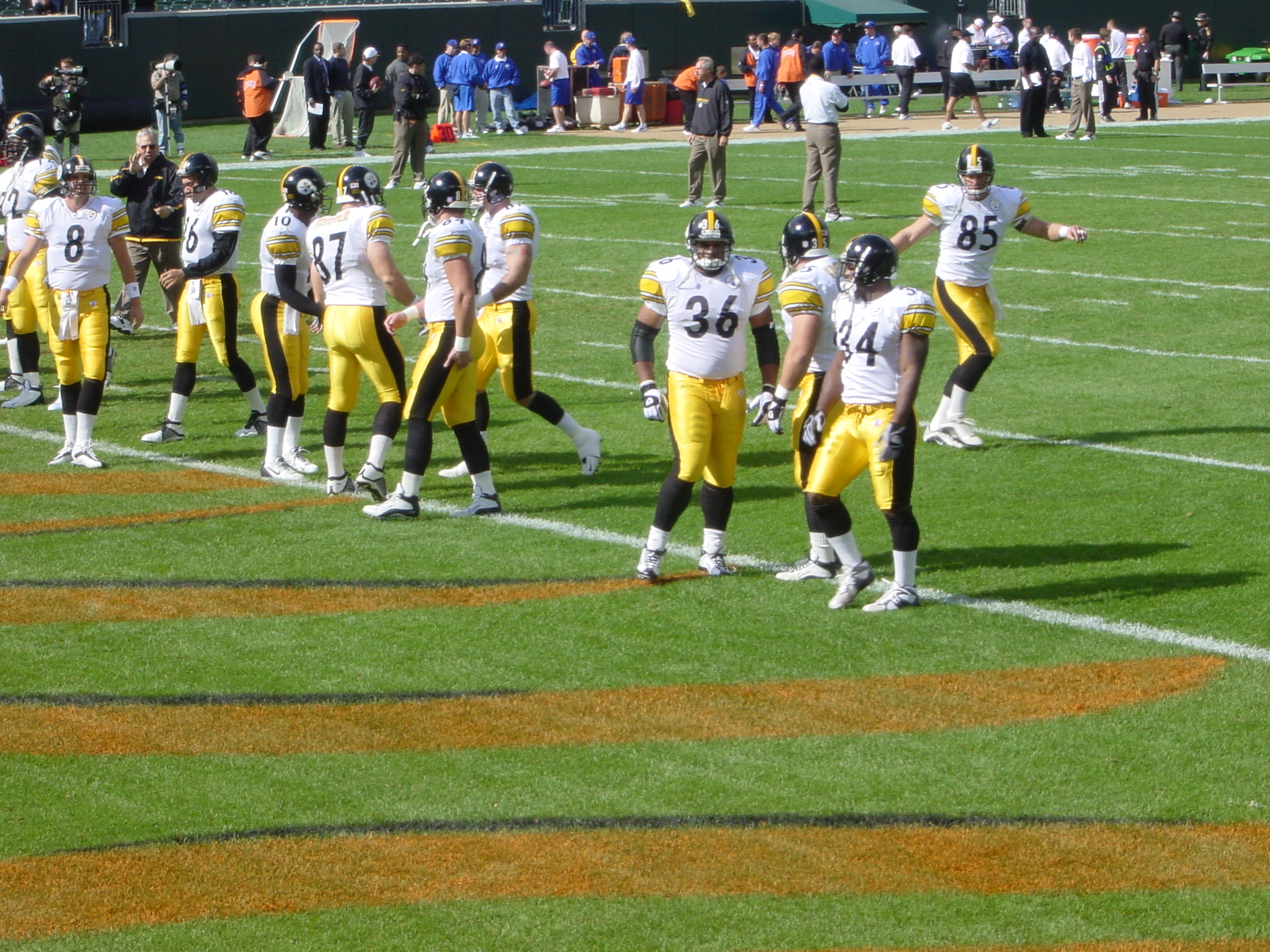
لاعبين فريق بيتسبورغ ستييليرز على ارضية الملعب

بيتسبرغ ستيلرز هو فريق كرة قدم أمريكي محترف يقع مقره في بيتسبرغ. يتنافسون في الدوري الوطني لكرة القدم (NFL) كنادي عضو في مؤتمر كرة القدم الأمريكية (AFC) القسم الشمالي. تأسس ستيلرز في عام 1933، وهو سابع أقدم نادي في دوري كرة القدم الأمريكية، وهم أقدم نادي في الاتحاد الأمريكي لكرة القدم.
على النقيض من وضعهم الدائم في اتحاد كرة القدم الأميركي السابق للاندماج، حيث كانوا الفريق الأقدم الذي لم يفز ببطولة الدوري مطلقًا، فإن ستيلرز في عصر ما بعد الاندماج (الحديث) من بين أنجح اندية اتحاد كرة القدم الأميركي. تم ربط الفريق مع نيوإنغلاند بيتريوتس بأكبر عدد من ألقاب سوبر بول في ستة، وقد لعب كلاهما (16 مرة) واستضاف (11 مرة) مباريات بطولة المؤتمرات أكثر من أي فريق آخر في NFL. كما فاز ستيلرز بثماني ألقاب في الاتحاد الوطني، تعادل مع دنفر برونكو، ولكن خلف سجل باتريوتس 11 بطولة الاتحاد الآمريكي. الفريق مرتبط ببرونكوس ودالاس كاوبويز في ثاني أكثر مباريات سوبر بول برصيد ثمانية. خسروا آخر ظهور لهم في البطولة، سوبر بول XLV ، في 6 فبراير 2011.
انضم ستيلرز، الذي يمكن إرجاع تاريخه إلى فريق محلي محترف تم تأسيسه في أوائل عشرينيات القرن الماضي، إلى اتحاد كرة القدم الأميركي باسم بيتسبرغ بايرتس في 8 يوليو 1933. كان الفريق مملوكًا لـ أرت روني وأخذ اسمه الأصلي من فريق البيسبول الذي يحمل نفس الاسم، كما كانت ممارسة شائعة لفرق NFL في ذلك الوقت. لتمييزهم عن فريق البيسبول، لجأت وسائل الإعلام المحلية إلى تسمية فريق كرة القدم باسم Rooneymen ، وهو لقب غير رسمي استمر لعقود بعد أن اعتمد الفريق لقبه الحالي. ظلت ملكية ستيلرز ضمن عائلة روني منذ تأسيسه. نجل آرت روني، دان روني، امتلك الفريق منذ عام 1988 حتى وفاته في عام 2017. تم منح الكثير من السيطرة على النادي لابن دان روني، آرت روني الثاني.
يتمتع ستيلرز بقاعدة جماهيرية كبيرة وواسعة النطاق يطلق عليها اسم ستيلرز نيشن. يلعبون حاليًا مبارياتهم المحلية في ملعب هاينز فيلد على الجانب الشمالي من بيتسبرغ في حي نورت شور، والذي يستضيف أيضًا جامعة بيتسبرغ. تم بناء الاستاد في عام 2001، واستبدل ملعب ثري ريفرز، الذي استضاف ستيلرز لمدة 31 موسمًا.

## تاريخ النادي
دخل بيتسبرغ ستيلرز من اتحاد كرة القدم الأميركي لأول مرة إلى الميدان باسم بيتسبرغ بايرتس في 20 سبتمبر 1933، وخسر 23-2 أمام نيويورك جاينتس. خلال الثلاثينيات من القرن الماضي، لم ينته القراصنة مطلقًا في مرتبة أعلى من المركز الثاني في قسمهم، أو بسجل أفضل من 0.500 (1936). صنع بيتسبرغ التاريخ في 1938 خلال توقيع بايرون وايت، قاضٍ مستقبلي في المحكمة العليا الأمريكية، إلى ما كان في ذلك الوقت أكبر عقد في تاريخ اتحاد كرة القدم الأميركي، لكنه لعب عامًا واحدًا فقط مع القراصنة قبل التوقيع مع فريق ديترويت ليونز. قبل موسم 1940، أعاد القراصنة تسمية أنفسهم ستيلرز.
خلال الحرب العالمية الثانية، عانى ستيلرز من نقص في اللاعبين. اندمجوا مرتين مع نواد أخرى لتشكيل فريق. خلال موسم عام 1943، اندمجوا مع نسور فيلادلفيا ليشكلوا «نسور فيل بيت» وكانوا معروفين باسم «ستيجلز». ذهب هذا الفريق 5-4-1. في عام 1944، اندمجوا مع شيكاغو كاردينالز وكانوا معروفين باسم Card-Pitt (أو، على نحو ساخر، باسم «السجاد»). انتهى هذا الفريق من 0-10، مسجلاً الفريق الوحيد الذي لم يربح في تاريخ النادي.

## الإحصائيات

### دابر دان رياضي العام
منذ عام 1939، أطلقت جمعية Dapper Dan الخيرية الإقليمية لقب «رياضي العام» في منطقة بيتسبرغ. 19 لاعب من ستيلرز فازوا بالجائزة في 23 حدثًا:
- 1941 ألدو دونيلي
- 1942 بيل دودلي
- 1946 بيل دادلي
- 1950 جو جيري
- 1952 ريد داوسون
- 1955 جون ميشيلوسن
- 1962 لو مايكلز وجون ميشيلوسن
- 1968 ديك هوك
- 1972 تشاك نول
- 1974 جو جرين
- 1975 تيري برادشو
- 1977 فرانكو هاريس
- 1984 جون ستالورث
- 1985 لويس ليبس
- 1992 بيل كوير
- 1994 بيل كوير
- 1997 جيروم بيتيس
- 2001 كوردل ستيوارت
- 2004 بن روثليسبيرجر
- 2005 جيروم بيتيس
- 2008 مايك توملين
- 2014 أنطونيو براون
- 2015 أنطونيو براون
- 2018 جيمس كونر